# Бекетинці
45°27′ пн. ш. 18°29′ сх. д. / 45.45° пн. ш. 18.48° сх. д.
Бекетинці (хорв. Beketinci) — населений пункт у Хорватії, в Осієцько-Баранській жупанії у складі громади Чепин.

## Населення
Населення за даними перепису 2011 року становило 613 осіб.
Динаміка чисельності населення поселення:

## Клімат
Середня річна температура становить 11,07 °C, середня максимальна – 25,52 °C, а середня мінімальна – -6,18 °C. Середня річна кількість опадів – 680 мм.
| Клімат поселення                              | Клімат поселення | Клімат поселення | Клімат поселення | Клімат поселення | Клімат поселення | Клімат поселення | Клімат поселення | Клімат поселення | Клімат поселення | Клімат поселення | Клімат поселення | Клімат поселення | Клімат поселення |
| Показник                                      | Січ.             | Лют.             | Бер.             | Квіт.            | Трав.            | Черв.            | Лип.             | Серп.            | Вер.             | Жовт.            | Лист.            | Груд.            |                  |
| Середній максимум, °C                         | 5,76             | 8,03             | 12,67            | 17,26            | 22,41            | 25,52            | 25,32            | 24,92            | 20,91            | 15,49            | 9,50             | 5,53             |                  |
| Середня температура, °C                       | −0,2             | 2,09             | 6,70             | 11,30            | 16,44            | 19,56            | 21,20            | 20,80            | 16,79            | 11,38            | 5,40             | 1,40             |                  |
| Середній мінімум, °C                          | −6,18            | −3,91            | 0,72             | 5,32             | 10,50            | 13,58            | 17,10            | 16,70            | 12,68            | 7,20             | 1,26             | −2,7             |                  |
| Норма опадів, мм                              | 44               | 40               | 41               | 53               | 62               | 86               | 64               | 62               | 52               | 58               | 65               | 53               |                  |
| Середньомісячна швидкість вітру, м/с          | 2.20             | 2.50             | 2.80             | 2.68             | 2.40             | 2.20             | 2.10             | 2.00             | 1.90             | 2.09             | 2.20             | 2.30             |                  |
| Середньомісячна сонячна радіація, кДж/м²·день | 4247             | 6903             | 10905            | 15405            | 19376            | 21387            | 22232            | 20344            | 14930            | 9393             | 4803             | 3539             |                  |
| --------------------------------------------- | ---------------- | ---------------- | ---------------- | ---------------- | ---------------- | ---------------- | ---------------- | ---------------- | ---------------- | ---------------- | ---------------- | ---------------- | ---------------- |
| Джерело:                                      |                  |                  |                  |                  |                  |                  |                  |                  |                  |                  |                  |                  |                  |